# Pseudobradya quoddiensis
Pseudobradya quoddiensis är en kräftdjursart som beskrevs av Willey 1930. Pseudobradya quoddiensis ingår i släktet Pseudobradya och familjen Ectinosomatidae. Inga underarter finns listade i Catalogue of Life.